# أسامة الدراجي
أسامة الدراجي لاعب كرة قدم تونسي من مواليد 3 أفريل 1987 بمدينة تونس العاصمة وهو قائد فريق الترجي الرياضي التونسي سابقا ويلعب حاليا في صفوف النادي الافريقي ويشغل أسامة الدراجي خطة وسط ميدان هجومي. ويبلغ طول هذا اللاعب 190 صم ويزن 78 كغ. وهو يلعب مع منتخب تونس لكرة القدم منذ سنة 2009. ويعرف في تونس بـ «بيكاسّو».

## مسيرته

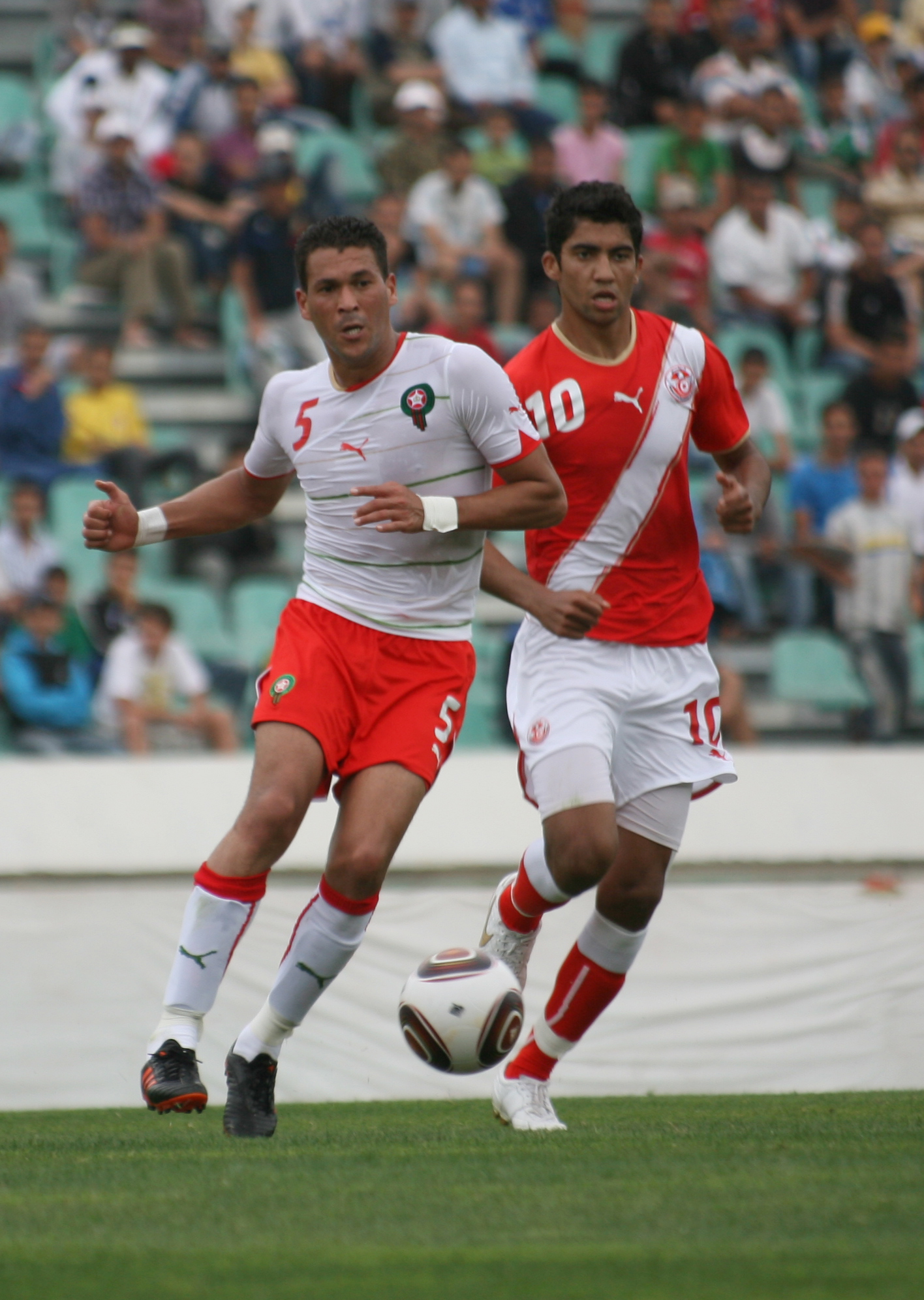
مباراة تونس ضد المغرب

انضم أسامة الدراجي إلى صنف الأكابر للتّرجّي الرّياضيّ التّونسيّ عام 2007، وفي الموسم الرياضي 2008-2009 ساهم بقسط كبير في إحراز فريقه على لقب البطولة التونسية. وهو ما جلب له اهتمام العديد من الأندية الأوربية.
ثم انتخب أحسن رياضي في تونس سنة 2009 من قبل جريدة الصريح، وتلقى منحة ب12 ألف دينارا. ووقعت دعوته لينضم إلى المنتخب الوطني التونسي في تصفيات كأس العالم لعام 2010، وفي مقابلة حاسمة ضد المنتخب النيجيري سجل هدفا من زاوية مغلقة في الدقيقة 89، وهو ما خطا بتونس آنذاك خطوة نحو الترشح، غير أن ترشحها لم يتم نتيجة لهزيمتها في المقابلة التي جمعتها بالمنتخب الوطني للموزمبيق يوم 14 نوفمبر 2010.
وبقي الدّراجي يدعى بعد ذلك بانتظام إلى المنتخب، فشارك مع المنتخب الأوّل لتونس في كأس الأمم الإفريقيّة سنة 2012 وسنة 2013. وقد دُعي قبل ذلك للمشاركة في كأس الأمم الإفريقيّة سنة 2010 إلاّ أنّ إصابة حرمته من ذلك.
كما شارك مع منتخب اللاّعبين المحلّيّن في بطولة أمم أفريقيا للمحليين سنة 2011 وفاز بها مع زملائه تحت قيادة المدرّب التّونسي سامي الطرابلسي. وهو يشارك بانتظام مع المنتخب في تصفيات كأس العالم.
أمّا على مستوى النّوادي، فبعد ظفره مع فريق التّرجّي بدوري أبطال أفريقيا في موفّى سنة 2011، رغب الدّرّاجي في تغيير الأجواء وخوض تجربة احترافيّة أوروبيّة، فوقّع عقدا مع نادي سيون السويسري في 21 فيفري 2012، لينضمّ إليه لأربع سنوات بداية من صيف 2012 في صفقة انتقال حرّ.
لكنّه لم يلعب كثيرا مع الفريق السّويسري في موسمه الأوّل رغم تغيير الفريق للمدرّبين عديد المرّات، وهو ما رشّحه للخروج منه في موفّى موسم 2012-2013.

## الألقاب

### مع الترجي الرياضي التونسي
- بطولة تونس (3) :
  - 2009، 2010، 2011
- كأس تونس (1) :
  - 2008
- كأس شمال أفريقيا للأندية الفائزة بالكؤوس (1) :
  - 2008
- دوري أبطال العرب (1) :
  - 2009
- دوري أبطال أفريقيا (1) :
  - 2011

### مع المنتخب الوطنيّ
- بطولة أمم أفريقيا للمحليين (1) :
  - 2011

## الألقاب الفردية
- الكرة الذهبية التونسية (1) :
  - 2009
- أفضل لاعب محلي في إفريقيا (1) :
  - 2011

## روابط خارجية
- أسامة الدراجي على موقع الاتحاد الدولي (مؤرشف)  (الإنجليزية)
- أسامة الدراجي على موقع قاعدة بيانات كرة القدم.إي يو (الإنجليزية)
- أسامة الدراجي على موقع ناشيونال فوتبول تيمز (الإنجليزية)
- أسامة الدراجي على موقع Soccerway.com (الإنجليزية)
- أسامة الدراجي على موقع كووورة